# Grote Hofstraat
De Grote Hofstraat is een straat in de historische binnenstad van Paramaribo. De straat ligt nabij de Centrumkerk.

## Bouwwerken
Het is een kleine straat met minder dan tien huizen, waaronder een monument op nummer 7 waarin het secreatariaat van de Surinaamse Juristen Vereniging (SJV) is gevestigd.
De straat begint aan de Watermolenstraat. Op de hoek hadden in de loop van de tijd meerdere ondernemers een winkel. Hier nabij was begin 20e eeuw een politiebureau gevestigd. Aan het begin van de straat is het rijdek gesplitst. In de middenberm bevond zich stadsgroen met een boom. Aan de linkerkant van de straat bevindt zich een parkeerplaats. De straat komt uit op het Kerkplein, waaraan de Centrumkerk is gevestigd.

### Monumenten
De volgende panden in de Grote Hofstraat staan op de monumentenlijst:
| Omschrijving | Bouwjaar | Adres             | Coördinaten | Objectnummer? | Afbeelding                    |
| ------------ | -------- | ----------------- | ----------- | ------------- | ----------------------------- |
| woonhuis     |          | Grote Hofstraat 7 |             | CPO 018       | Meer afbeeldingen Upload foto |

## Stadsbrand van 1821

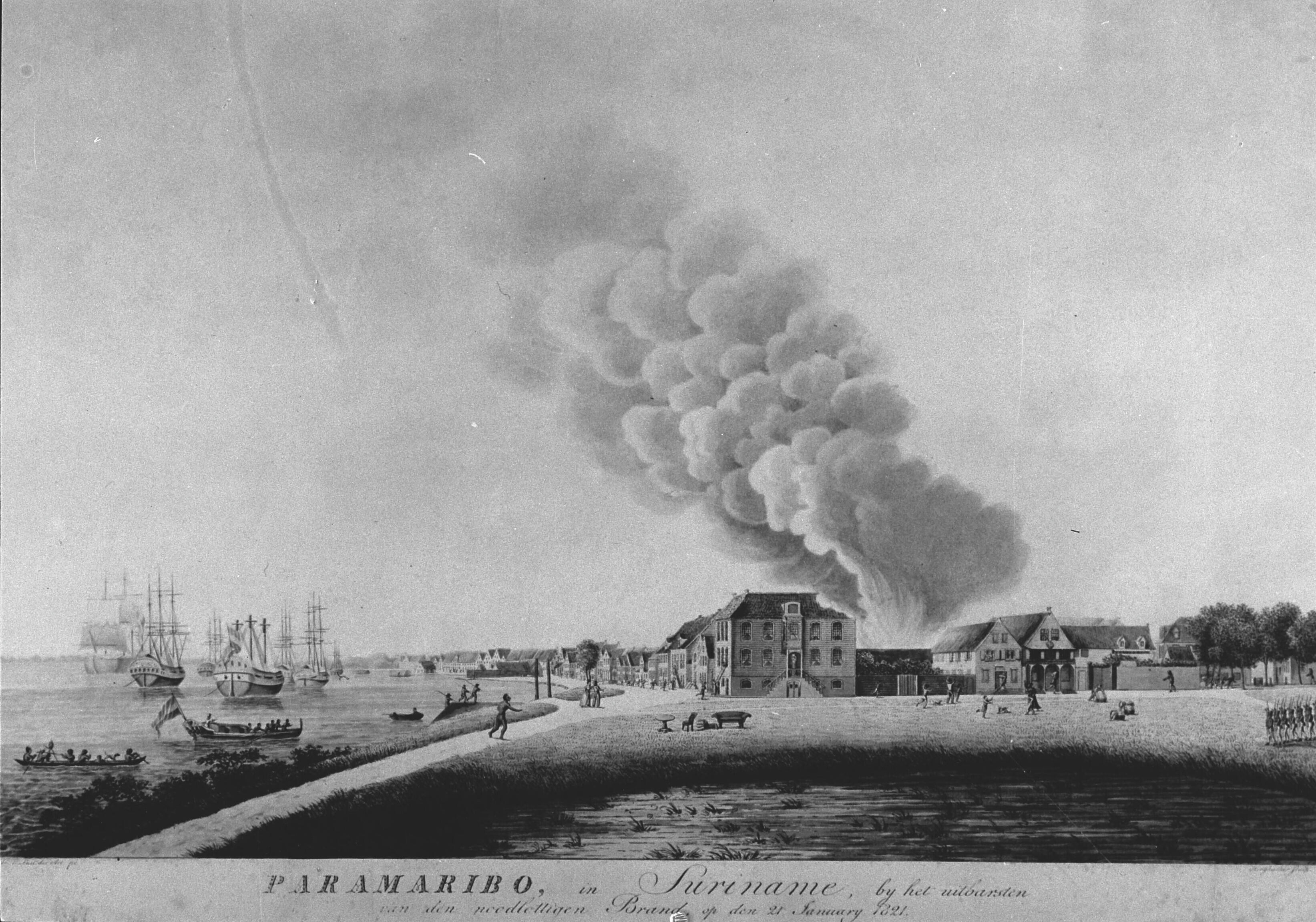
Prent van de stadsbrand van 1821

Op zondagmiddag 21 januari 1821 brak rond half twee brand uit in een huis op de hoek van het Gouvernementsplein en de Waterkant. De brand bleef vervolgens overslaan op andere huizen tot de brand de volgende dag om twaalf uur onder controle was. In tien straten brandden alle huizen af en andere straten werden zwaar getroffen. De Grote Hofstraat brandde geheel af.